# 椿大神社
椿大神社（つばきおおかみやしろ）は、三重県鈴鹿市にある神社。

## 概要
式内社、伊勢国一宮。旧社格は県社で、現在は神社本庁の別表神社。三重県では伊勢神宮・二見興玉神社に次いで3番目に参拝者数の多い神社であり、2013年には1,455,000人が参拝した。
猿田彦大本宮とも呼ばれる。猿田彦大神を祀る神社の総本社とされる。

## 祭神
主祭神
- 猿田彦大神

相殿
- 瓊瓊杵尊
- 栲幡千千姫命 - 瓊瓊杵尊の母神

配祀
- 天之鈿女命 - 猿田彦大神の妻神
- 木花咲耶姫命

前座
- 行満大明神

## 歴史
社伝によれば、垂仁天皇27年、倭姫命に下った神託により、猿田彦大神の墳墓の近くに「道別大神の社」として社殿が造営されたのを創始とする。史料における初見は、天平20年（748年）6月17日の『大安寺伽藍縁起並流記資財帳』である。当社は一般に『延喜式神名帳』に記載される「椿大神社」として伊勢国一宮に比定される。
社伝によれば、猿田彦大神の末裔の行満大明神は修験道の開祖であり、役行者を導いたとのことで、中世には修験神道の中心地となった。なお、現宮司は、行満大明神の末裔であるという。
明治4年（1871年）に郷社、昭和2年（1927年）に県社に列格。昭和10年（1935年）、内務省神社局の調査により、全国約2千社の猿田彦大神を祀る神社の総本社「地祗猿田彦大本宮」とされた。しかし、それらの神社で当社と実際に関係があるものは少数である。一方で、「椿大明神」を祀る「椿神社」は全国各地に存在している。
昭和62年（1987年）、アメリカ合衆国カリフォルニア州にアメリカ椿神社（現在のアメリカ椿大神社（ワシントン州））を創建し、神道の普及活動を開始。
社宝に、吉備真備の奉納と伝わる獅子頭があり、獅子舞発祥の社ともされる。

## 摂末社

### 別宮

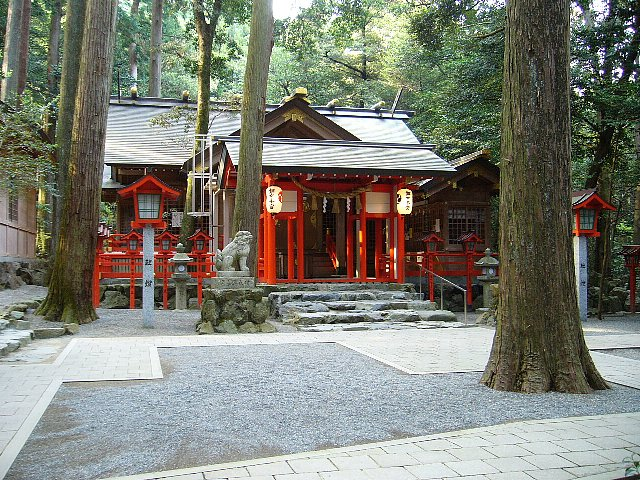
別宮・椿岸神社

- 椿岸神社 - 祭神：天之鈿女命、太玉命、天之児屋根命
- 奥の宮磐座 （高山入道ヶ嶽山頂） - 祭神：天照大神、瓊瓊杵尊、猿田彦大神
- 小岸大神社 （鈴鹿市小岐須町） - 祭神：天之鈿女命、高御産巣日神
- 愛宕神社 （四日市市水沢野田町） - 祭神：愛宕大権現
- 石大神 （鈴鹿市小岐須町） - 祭神：天照大神

### 末社

#### 境内末社

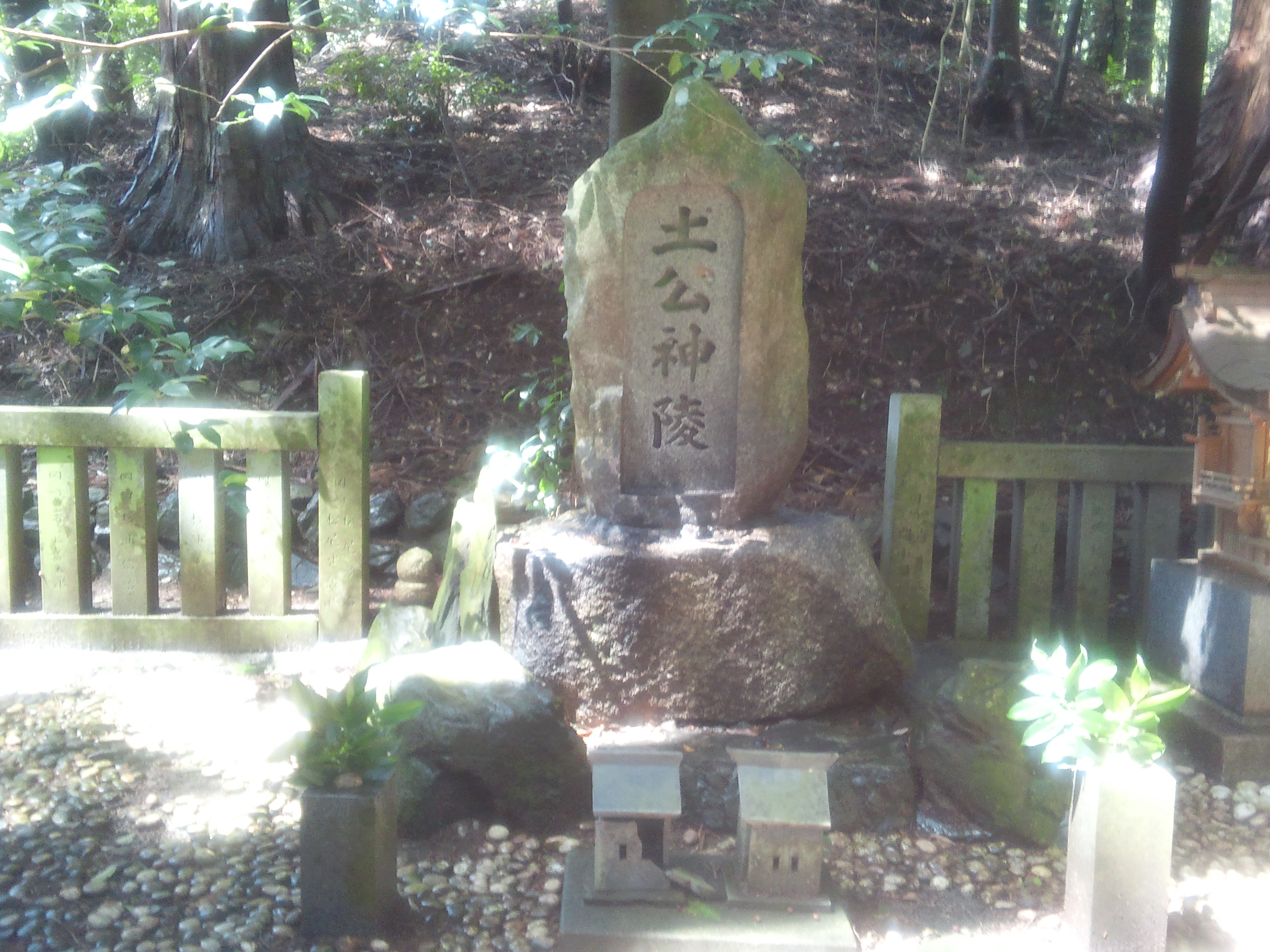
土公神陵

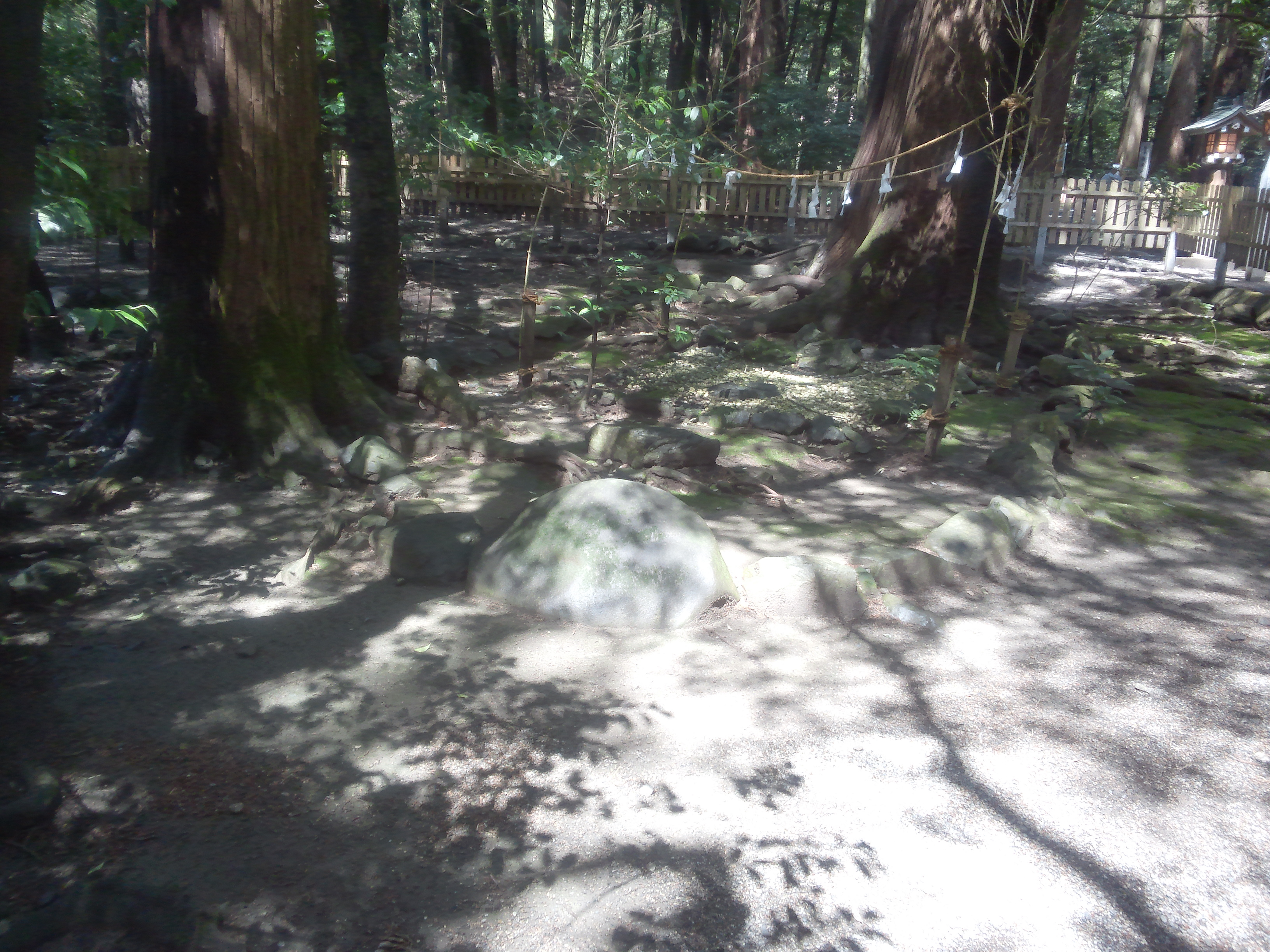
御船石座

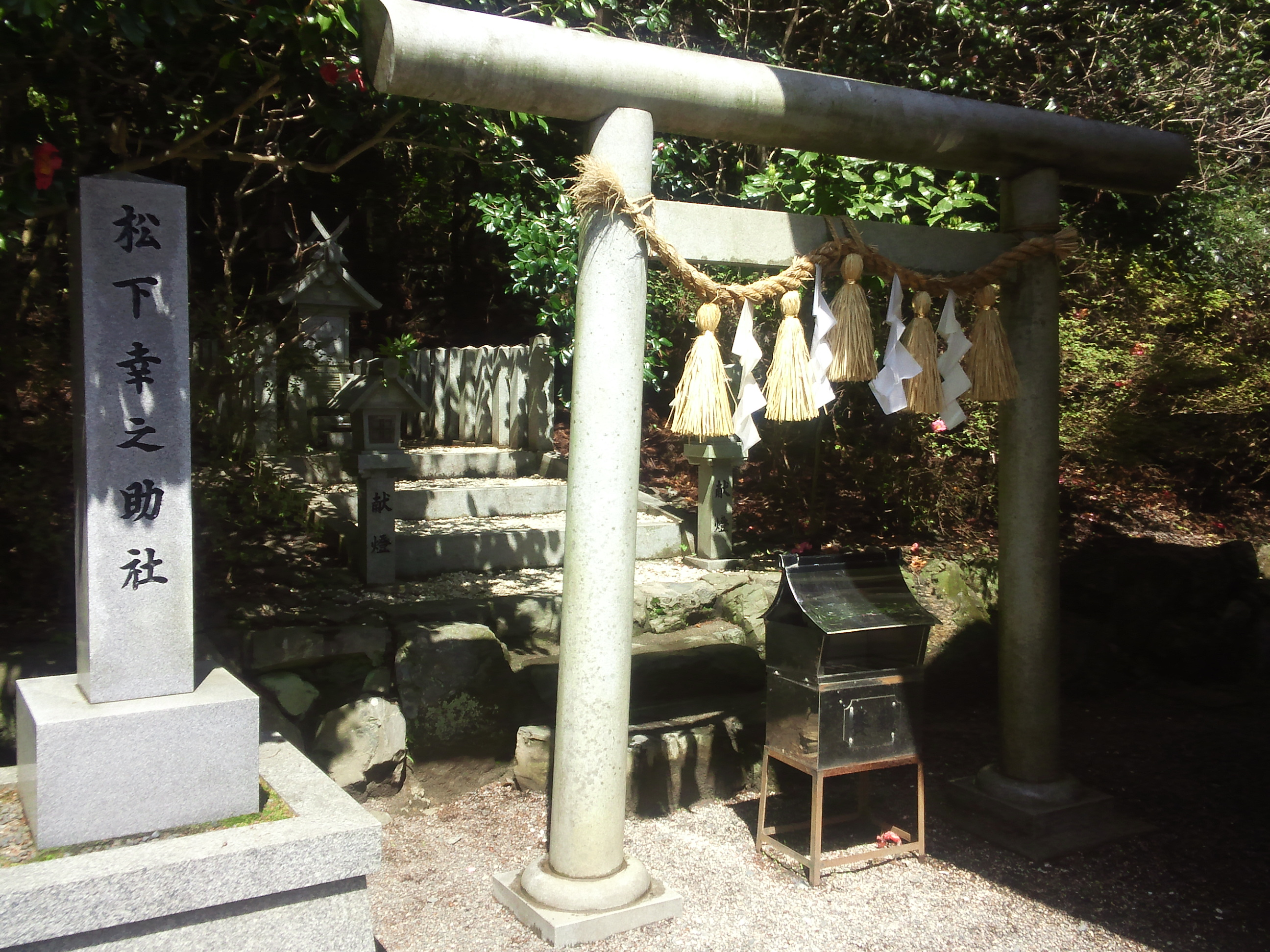
松下幸之助社

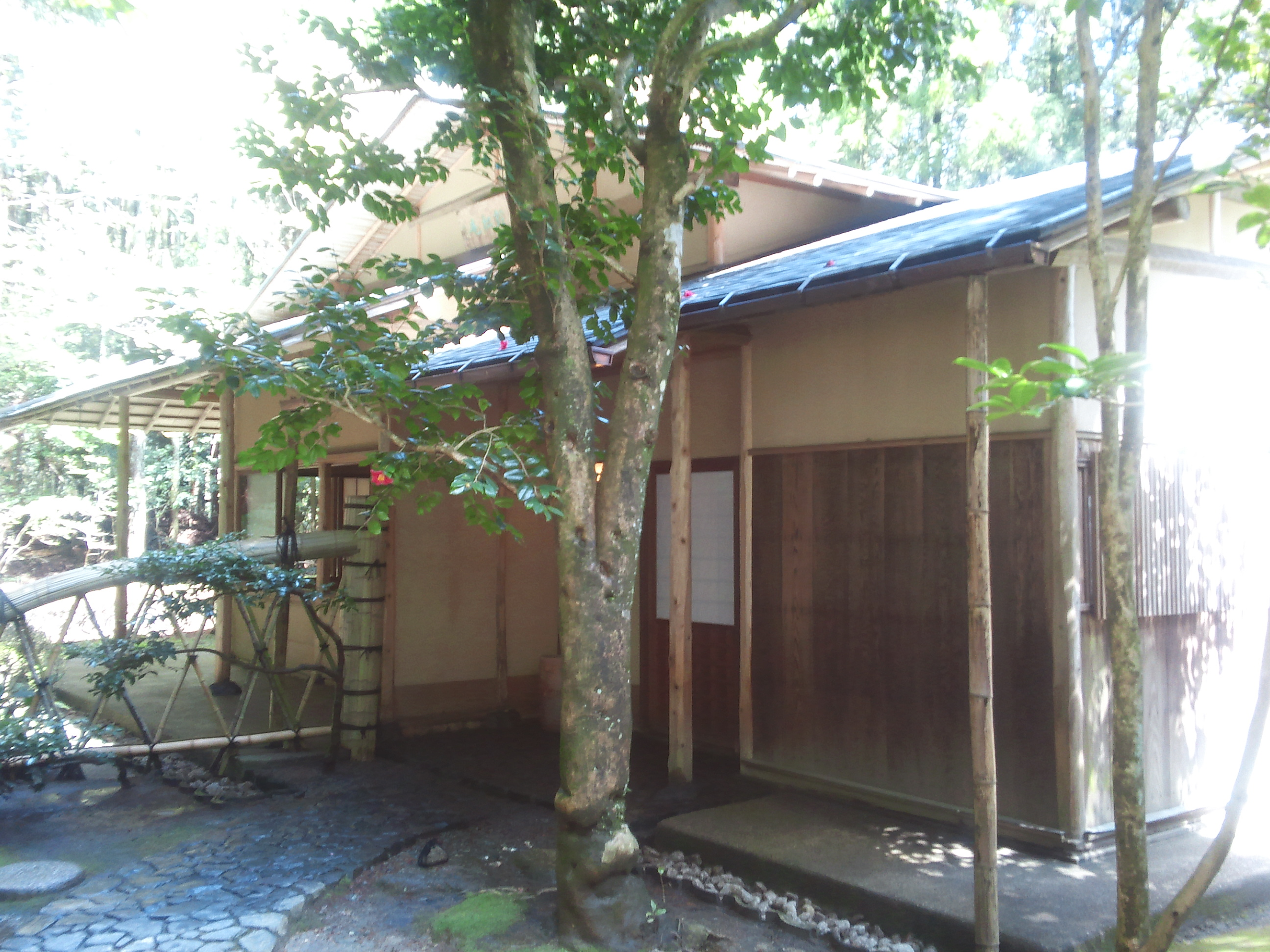
茶室・鈴松庵

- 高山土公神御陵 - 祭神：猿田彦大神、瓊瓊杵尊、栲幡千千姫命
- 御船石座 - 祭神：猿田彦大神、瓊瓊杵尊、栲幡千千姫命
- 多度社 - 祭神：天目一箇命
- 護国社 - 祭神：護国の英霊
- 松下社 - 祭神：松下幸之助命
- 庚龍神社 - 祭神：金龍龍神、白龍龍神、黒龍龍神

#### 境外末社
- 椿一宮神社 （鈴鹿市椿一宮町） - 祭神：猿田彦大神
- 神野神明社 （鈴鹿市山本町神野） - 祭神：天照大神、猿田彦大神

## 主な祭事
椿大神社・主要祭事一覧
- 獅子神御祈祷神事：2月11日 - 4月12日（3年に1度）
  - ※ 丑、辰、未、戌の年。
  - ※ 2月11日に舞初めを行い、4月12日に舞納めが境内にて行われる。
- 節分祭：2月節分の日
- 祈年祭・厄除大祭：2月21日
- 春季例大祭
  - 春季大祭：4月11日（京都金剛流神事能「鈿女」奉納）
  - 講社大祭：4月11 - 12日
- 庚龍神社大祭：5月初め
- 入道ヶ嶽山頂奥宮春季大祭：5月12日
- 御田植祭：５月最終の日曜日
- 夏越大祓：6月30日
- 夏まつり：8月1日
- 秋季例大祭
  - 宵祭：10月10日
  - 本宮大祭：10月11日
  - 別宮大祭：10月12日
- 入道ヶ嶽山頂奥宮秋季大祭：11月12日
- 新嘗祭：12月1日
- 大晦日大祓：12月31日

## 現地情報

### 所在地
- 三重県鈴鹿市山本町字御旅1871

### 交通アクセス

#### バス
- 近鉄四日市駅・JR四日市駅から、三重交通バス（椿大神社行き）で終点下車。
- 近鉄平田町駅・JR加佐登駅から、鈴鹿市コミュニティバス（C-BUS、椿・平田線（循環あり））で「椿大神社」バス停下車。

#### 自家用車
- 東名阪自動車道・鈴鹿ICから約5km
- （ETC登載車限定）新名神高速道路・鈴鹿PAスマートICから約2km